# フランチェスコ・デッラ・ロッカ
フランチェスコ・デッラ・ロッカ（Francesco Della Rocca, 1987年9月14日-）は、イタリア・プッリャ州ブリンディジ出身の元サッカー選手。現役時代のポジションはミッドフィールダー。兄はかつてボローニャFCなどでプレーしたルイジ・デッラ・ロッカ。

## 経歴
ボローニャFCのユース出身。下部リーグのクラブへのレンタルで経験を積み、2010-11シーズンにセリエAデビュー。このシーズンは27試合出場とチームの主力を担ったが、2011年夏に共同保有でUSチッタ・ディ・パレルモへ移籍した。
2012年6月、パレルモとボローニャは共同保有を更新したが、8月にレンタルでACFフィオレンティーナへ移籍。さらに、故障の影響でフィオレンティーナでのリーグ戦出場がないまま、翌2013年1月にはACシエーナへレンタル移籍となった。シーズン後、再びパレルモとボローニャによる共同保有は更新され、2012-13シーズンは古巣ボローニャでプレーする。
2016年8月31日、ペルージャ・カルチョからUSサレルニターナ1919に移籍することが発表された。移籍初年度はレギュラーとしてセリエBで30試合出場2得点を記録したが、翌シーズンは6試合の出場に留まった。
2018年7月9日、カルチョ・パドヴァと1年間の延長オプション付きで1年契約を締結した。

## 代表歴
年代別イタリア代表の選出経験がある。

## 個人成績
| シーズン | クラブ             | リーグ                   | リーグ | リーグ |
| シーズン | クラブ             | リーグ                   | 出場   | 得点   |
| -------- | ------------------ | ------------------------ | ------ | ------ |
| 2005-06  | ボローニャ         | セリエB                  | 2      | 0      |
| 2006-07  | サンベネデッテーゼ | セリエC1                 | 16     | 0      |
| 2007-08  | ボローニャ         | セリエB                  | 7      | 0      |
| 2007-08  | アヴェッリーノ     | セリエB                  | 12     | 0      |
| 2008-09  | サッスオーロ       | セリエB                  | 7      | 0      |
| 2009-10  | ブレシア           | セリエB                  | 3      | 0      |
| 2009-10  | ペルージャ         | プリマ・ディヴィジオーネ | 6      | 1      |
| 2010-11  | ボローニャ         | セリエA                  | 27     | 0      |
| 2011-12  | ボローニャ         | セリエA                  | 0      | 0      |
| 2011-12  | パレルモ           | セリエA                  | 21     | 0      |
| 2012-13  | フィオレンティーナ | セリエA                  | 0      | 0      |
| 2012-13  | シエーナ           | セリエA                  | 19     | 0      |
| 2013-14  | ボローニャ         | セリエA                  | 0      | 0      |
| 通算     | 通算               | 通算                     | 118    | 1      |